# Лисицын, Виктор Владимирович
Ви́ктор Влади́мирович Лиси́цын (род. 23 января 1957, Шкотово) — советский и российский тренер по боксу. Находится на тренерской работе начиная с 1980 года, в период 2009—2017 годов занимал должность главного тренера женской национальной сборной России по боксу, личный тренер таких известных боксёров как Софья Очигава, Светлана Гневанова, Эльдар Магомедов, Юлиан Андакулов и др. Заслуженный тренер России (2002).

## Биография
Виктор Лисицын родился 23 января 1957 года в посёлке Шкотово Приморского края, впоследствии переехал на постоянное жительство в город Оренбург, где окончил Оренбургский государственный педагогический институт.
Занимался боксом под руководством тренера В. И. Шурыгина, на соревнованиях представлял добровольное спортивное общество «Труд». В конце 1970-х годов показывал довольно высокие результаты в средней и полусредней весовых категориях, в 1978 году стал чемпионом РСФСР по боксу, в 1979 году в составе сборной Советской Армии одержал победу на командном чемпионате СССР в Куйбышеве, выиграл первенство РСФСР в Иваново, победив в финале титулованного Петра Галкина, занял второе место на предолимпийском международном турнире в Москве. Выполнил норматив мастера спорта СССР международного класса.
После завершения спортивной карьеры занялся тренерской деятельностью. В период 1980—1986 годов работал тренером-преподавателем в оренбургской Специализированной детско-юношеской спортивной школе олимпийского резерва, затем в течение четырёх лет занимал должность старшего тренера олимпийского резерва сборной команды ЦСКА, в 1991—1997 годах — тренер сборной команды Приволжского военного округа, далее два года был старшим тренером в сборной команде Московского военного округа. В период 1999—2003 годов осуществлял тренерскую деятельность в московском спортивном клубе «Кентавр». В течение многих лет работал тренером в женской национальной сборной России по боксу, в частности с 2003 года был старшим тренером, а в 2009—2017 годах возглавлял сборную в качестве главного тренера.
За долгие годы тренерской работы Лисицын подготовил многих талантливых боксёров, добившихся успеха на международной арене. В числе самых известных его воспитанников — заслуженный мастер спорта Софья Очигава, многократная чемпионка Европы и мира, серебряная призёрка летних Олимпийских игр в Лондоне. Также в разное время его учениками были мастер спорта международного класса, чемпион СССР Эльдар Магомедов, мастер спорта международного класса Юлиан Андакулов, чемпионы СССР среди профессионалов Дмитрий Епишин и Виктор Потехин, мастер спорта международного класса, двукратная чемпионка Европы Светлана Гневанова и др. Женская сборная России под его руководством неоднократно занимала первые места в неофициальных командных зачётах на чемпионатах Европы и мира. За выдающиеся достижения на тренерском поприще в 2002 году Виктор Лисицын был удостоен почётного звания «Заслуженный тренер России».
Неоднократно принимал участие в соревнованиях по боксу в качестве судьи. В период 2000—2003 годов выполнял обязанности исполнительного секретаря судейской комиссии Федерации бокса России. Судья международной категории АИБА (2002).
Награжден почётными знаками «Отличник физической культуры и спорта» (2007) и «За заслуги в развитии олимпийского движения в России» (2007), обладатель медали ордена «За заслуги перед Отечеством» II степени (2013).